# Brassaiopsis nhatrangensis
Brassaiopsis nhatrangensis là một loài thực vật có hoa trong Họ Cuồng cuồng. Loài này được (Bui) J.Wen & Lowry mô tả khoa học đầu tiên năm 2006.